# Elsa Woutersen-van Doesburgh
Elsa Louisa Hannelina Woutersen-van Doesburgh (Ámsterdam, 7 de diciembre de 1875 - Bloemendaal, 8 de marzo de 1957) fue una pintora, dibujante e ilustradora neerlandesa. 

## Biografía y obra
Woutersen-van Doesburgh, miembro de la familia Van Doesburgh, era hija del médico Dr. Lambertus van Doesburgh (1837-1915) y de Elise Ernestine Werber. Se casó en 1911 con Wouter Petrus Woutersen (1879-1949), farmacéutico en Haarlem.
Recibió su educación en la Escuela de Artes Aplicadas Quellinus y también recibió un curso de dibujo en la Escuela Industrial del Stand Maatschappij voor den Werkenden en Ámsterdam. Asistió a la Académie des Beaux-Arts (1890) en Bruselas y luego a la Rijksakademie van Beeldende Kunsten (1893-1899). Se le permitió usar una de las salas de la Academia. Tuvo su propio estudio en Stuttgart por un corto tiempo (1899-1900) y luego se instaló nuevamente en Ámsterdam. Desde su matrimonio vivió y trabajó en Haarlem.
Woutersen pintó, hizo acuarelas y dibujó y también hizo arte textil. Realizó bodegones, paisajes urbanos, incluidos varios patios de Haarlem y retratos, entre ellos, los de Jo Schreve-IJzerman (1916), Marie van Regteren Altena y Johanna Naber. Junto a Agnieta Gijswijt pintó un lienzo en 1898 en el que Gijswijt se ocupaba del interior y Van Doesburgh pintaba la figura de Van Gijswijt. En 1910 recibió un premio del Fondo Willink van Collen. Fue miembro de Arti et Amicitiae y de la Sociedad de Haarlem ' Kunst Zij Ons Doel '. Junto a Bernardina Midderigh-Bokhorst realizó ilustraciones para "La mujer y su casa". La mayor parte de su obra se encuentra en colecciones privadas. El Museo Teylers de Haarlem posee algunas de sus obras, al igual que el RCE.